# Ofensiva de Homs (2012)

La Masacre en Homs fue una operación militar realizada por el Ejército de Siria, durante la Batalla de Homs en el contexto de la Guerra Civil Siria. La campaña bélica inició el 3 de febrero de 2012 y solo cesó el 14 de abril del mismo año, por petición de la ONU. 
Durante los casi tres meses que duró la ofensiva, el Ejércitio sirio fue acusado de ejercer una represión desmedida contra los rebeldes y de bombardear la ciudad sistemáticamente, por lo que la ofensiva fue nombrada como una masacre por la comunidad internacional.
Con un saldo de más de 400 muertos en menos de dos meses, la ofensiva de Homs se alza como uno de los más sangrientos episodios en lo que va de guerra civil en el país.
Gran parte de las naciones del mundo repudiaron el ataque, y el Consejo de Seguridad de la ONU llamó a la abdicación del presidente Bashar Al-Asad y a imponer sanciones al país. Sin embargo, tanto Rusia como China vetaron.

## Bombardeos
La ofensiva comenzó con el asesinato de 10 soldados del Ejército Libre de Siria en un retén y la captura de 19 de ellos por parte del Ejército lealista durante la noche del 3 de febrero y las horas de la madrugada del 4 de febrero (día de la conmemoración del 30 aniversario de la Masacre de Hama). Acto seguido, las fuerzas gubernamentales iniciaron un bombardeo en la localidad de Homs, específicamente en el barrio de Khaldiyeh.
De acuerdo con el grupo de la oposición Observador Sirio de los Derechos Humanos, después de más de dos horas de bombardeos, por lo menos 260 personas murieron en Homs, 138 de las muertes en Khaldiyeh. El Consejo Nacional Sirio informó, sin embargo, de que el número de muertos de la jornada era de 416 personas. También citaron a los residentes diciendo que al menos 36 casas fueron destruidas por completo con las familias dentro. Según un corresponsal de Al Arabiya en Homs, el hospital del distrito también fue destruido. El corresponsal afirmó que al menos 337 personas habían sido asesinadas y más de 1300 personas resultaron heridas en el bombardeo. 
Sin embargo, las cifras del CNS y de Al Arabiya no fueron confirmadas de forma independiente. 
El Ejército Libre de Siria, por su parte, se comprometió a luchar con intensas operaciones contra las fuerzas del gobierno y afirmó haber destruido un edificio de inteligencia en el área de Homs. 
muertos entre los terroristas mercenarios y heridos entre la población civil:
| Fecha | Número Bajas | Fuente                                  | Sucesos destacables |
| ----- | ------------ | --------------------------------------- | --- |
| 5/02  | 181          | CCL                                     | |
| 6/02  | 98           | OSDH                                    | |
| 7/02  | 19           |                                         | Serguéi Lavrov visita Damasco como muestra de apoyo al Gobierno. 500 proyectiles impactan contra viviendas, mezquitas y hospitales. |
| 8/02  | 80           |                                         | |
| 9/02  | 110          | CCL                                     | |
| 10/02 | 12           |                                         | Disminuye temporalmente la intensidad de los bombardeos |
| 11/02 | 31           |                                         | Un mortero incendia el barrio de Karam Zaytun |
| 12/02 | 23           |                                         | |
| 12/02 | 13           | CCL                                     | Intensos bombardeos sobre Bab Amro Francotiradores abren fuego contra civiles |
| 14/02 | 13           | Comisión General de la Revolución Siria | Varios helicópteros se unen a la ofensiva. Intensos bombardeos en Bab Amro |
| 15/02 |              |                                         | Un misil del ejército destruye el principal oleoducto de la ciudad. |
| 16/02 | 4            |                                         | Varios misiles impactan en Bab Amro, Inshaat y Khaldiyeh Internet deja de estar operativo, y los civiles recurren a palomas mensajeras |
| 17/02 | 12           |                                         | Bab Amro e Inshaat son fuertemente bombardeados |
| 18/02 | 5            | CCL                                     | |
| 19/02 | 9            |                                         | Se avista en la carretera entre Damasco y Homs una caravana con 25 autobuses llenos de efectivos de las fuerzas de seguridad y de militares, seguidos por tanques y carros blindados y vigilada por helicópteros |
| 20/02 | 7            | CCL                                     | |
| 21/02 | 19           | CCL                                     | Varios periodistas occidentales son alcanzados en los bombardeos: - La estadounidense Marie Colvin, del diario británico The Sunday Times. (muerta) - El fotógrafo de prensa francés Rémi Ochlik que trabajaba para la revista Paris Match. (muerto) - Edith Bouvier; periodista del diario francés Le Figaro (herida) - Los informadores gráficos Paul Conroy y William Daniel (heridos) |

## Preparación de la ofensiva terrestre
El 23 de febrero, los medios de la oposición denuncia que varios blindados habían empezado a rodear Bab Amro, como preámbulo a una invasión terrestre.
Paralelamente, seguían los bombardeos y la población buscó cobijo en las mezquitas.
El 24 de febrero, la oposición denunció que drones iraníes sobrevolaron la zona, supuestamente recogiendo información. Ese día los bombardeos mataron a 13 personas.
Por otro lado, un equipo de la Cruz Roja y la Media Luna Roja, preocupado por el rápido deterioro de la situación, consiguió entrar en Homs y atender a las personas heridas a causa de los bombardeos.

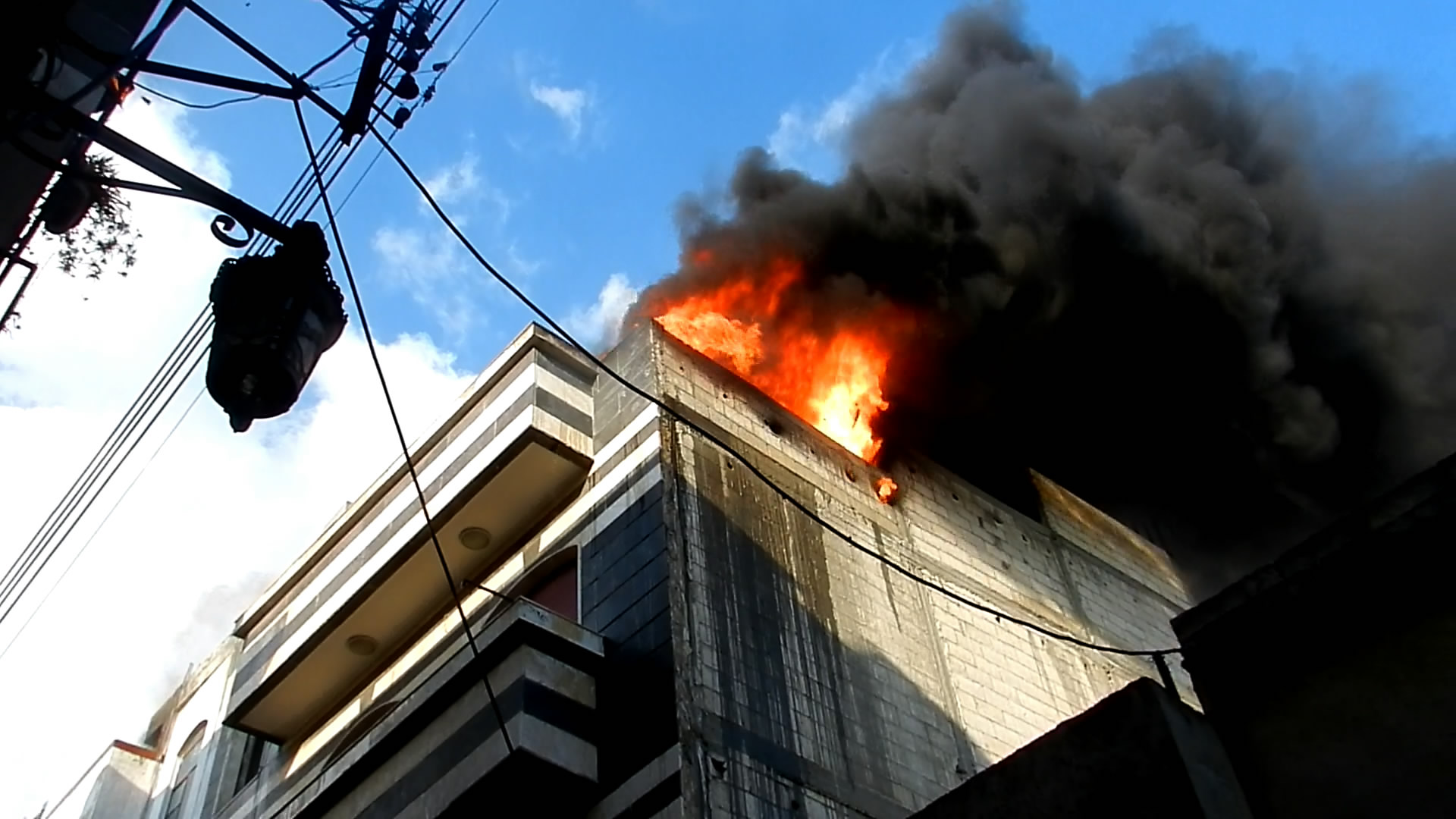
La quema de una casa en la zona de Bab Al Dreeb después de intensos bombardeos por el ejército regular (25/02/2012)

Los bombardeos seguían siendo intenso sobre Bab Amro, cada vez más debilitado de cara a una invasión. Además, en Al Hamidiya, otro distrito de la ciudad, también fue blanco de los bombardeos, y un número indeterminado de tiendas se incendiaron. Como consecuencia murieron 19 personas.
Por su parte, el equipo de la Cruz Roja logró evacuar a los primeros heridos, mujeres y niños de la ciudad Homs. Según comunico a la emisora Al Jazeera Hijam Hassan, miembro de la Cruz Roja, la organización logró llevar a un lugar seguro a siete heridos y 20 mujeres y niños. Además, denunció que la situación en Homs es cada vez peor y que cada día se precisa más ayuda para los heridos.
El 26 de febrero fueron 11 los fallecidos, entre ellos Mohamed Naser Qadaha, un importante imán y muecín de la mezquita Saed Ibn Waqas.

El 27 de febrero, como parte de la preparación a la invasión, entraron numerosos shabeehas (mercenarios pro-régimen), y según la oposición violaron a varias mujeres.
A pesar de ello, los miembros de la Cruz Roja siguieron entrando en Homs. Según los CCL, al menos 89 personas fallecieron en la ciudad. De éstas, 64 personas murieron en el puesto de seguridad de Abel cuando intentaban escapar de los bombardeos sobre el distrito de Bab Amro.
El 28 de febrero la invasión estaba casi lista tras la llegada de las tropas de la división acorazada de élite, comandada por el hermano del presidente, Maher al-Asad.
Mientras, los distritos rebeldes de la ciudad continuaron sufriendo intensos bombardeos, según informaron fuentes opositoras.
Al menos 50 personas murieron y decenas resultaron heridas en una nueva ofensiva de las fuerzas del ejército gubernamental, según denunciaron los opositores Comités de Coordinación Local.
El periodista británico Paul Conroy llegó a Líbano tras salir de Siria, donde resultó herido por los bombardeos sobre la ciudad de Homs.

## Invasión terrestre
Tras un mes de bombardeos, que debilitó a las milicias y mermó drásticamente la población, las tropas que llegaron a la ciudad el 29 de febrero tomaron las calles de Homs, con el objetivo de someter a los barrios rebeldes. Para ello recurrieron a 7.000 soldados, entre ellos la división de Maher al-Asad, francotiradores, misiles de corto y largo alcance, tanques, helicópteros y a la shabeeha. 
El primer día se inició un asalto por tierra contra el principal bastión de los rebeldes en Homs, el barrio de Baba Amro, en cuyas cercanías se registraron intensos combates entre los soldados y los cientos de militares rebeldes que se encontraban en la zona, según informaban las fuentes opositoras.
Disidentes informaron de que los militares habían bombardeado la zona durante toda el día anterior y por la madrugada, de cara al ataque por tierra que lanzaron, poniendo en peligro la vida de 20.000 civiles.
Un funcionario del gobierno de Asad confirmó la masacre:

"En unas horas, Bab Amro y todo Homs van a quedar limpios."

Por su parte, las fuentes del Ejército no negaron la invasión:

"El ejército procede a limpiar manzana por manzana, casa por casa […] todavía quedan algunos focos de reducir."

Los grupos opositores confirmaron que se estaba produciendo el intento de asalto con infantería, pero aseguraban que aún resistían.
El Observatorio Sirio de Derechos Humanos ratificó "combates en el perímetro de Bab Amro entre el ejército regular y los grupos de desertores para evitar el asalto al barrio”.
Otra fuente rebelde negó que consiguieran acceder a Bab Amro, pero sí reafirmó que las tropas lealistas habían rodeado el barrio y que se estaban produciendo violentos combates con los desertores del Ejército Libre Sirio, especialmente por el lado de Inshaat, un barrio limítrofe.
Además, según la oposición, las tropas gubernamentales dinamitaron un canal de agua que conectaba los huertos de Bab Amro con un pueblo vecino, a través del cual se enviaban víveres y material médico y se evacuaban a los heridos.
Las redes sociales se colapsaron de mensajes de vecinos de Bab Amro pidiendo ayuda internacional. Muchos denunciaban la falta de agua y de suministros para atender a los numerosos heridos.

### 1 de marzo
Las tropas gubernamentales asediaron Homs y se hicieron con el control de Bab Amro, donde cayeron “todos los últimos focos de resistencia”.
El Ejército Libre de Siria se vio obligado a anunciar una “retirada táctica debido a la preocupación por las vidas de los civiles restantes”, según anunció el coronel Riyad al-Asad, jefe del grupo rebelde.
“Al menos diecisiete civiles fallecieron a manos de las fuerzas gubernamentales, que procedieron a allanamientos y a arrestos”. No obstante, aclaró que “el régimen también ha sufrido grandes bajas en los combates”.
Además informó de que "los rebeldes están todavía en los barrios de Hamadiyé y de Khaldiyé y las operaciones van a seguir para desalojarlos".
Fuentes activistas afirmaron que algunos rebeldes se quedaron para intentar cubrir a sus compañeros “durante su retirada”. Una inusual nevada complicó las condiciones de los civiles.
Los combatientes rebeldes pidieron en un comunicado a la Cruz Roja y a otras organizaciones humanitarias que entren en Baba Amro y lleven ayuda a 4.000 civiles que «insisten en permanecer en sus casas destrozadas». 
Además advirtieron “al régimen contra cualquier venganza con los civiles y le hacemos plenamente responsable de su seguridad”.
Al menos 7.000 soldados sirios participaron en la ofensiva de Homs, incluido Maher al-Asad. En el asalto recurrieron a misiles de largo alcance, shabeehas, francotiradores, tanques y helicópteros, que, según denuncian las fuentes del ELS, disparan tanto a insurgentes como a civiles, en una campaña de represión “bárbara y brutal”.
Se desconoce el número de muertes, pero el ELS asegura que las “fuerzas del régimen” han ejecutado a 300 hombres y secuestrado a 200 mujeres.
El grupo opositor del Consejo Nacional Sirio informó la creación de una Oficina Militar que “funcionará como un ministerio de Defensa, controlando el suministro de armas, y supervisando y organizando a los grupos armados”.

### 2 de marzo
Ban Ki-Moon criticó la "atroz y totalmente inaceptable e intolerable" situación de Siria e instó a "las autoridades sirias deben dar acceso a la comunidad humanitaria inmediatamente y sin condiciones previas" y a “detener la violencia”.
Informó de que “las bajas civiles claramente han sido grandes" y que "el Gobierno sirio no ha cumplido con su responsabilidad de proteger a la población", y se declaró preocupado por los informes "espeluznantes" que llegan desde Homs y que hablan de "ejecuciones sumarias, detenciones arbitrarias y torturas" vinculadas a las tropas de Asad.
Asimismo, el grupo detractor CCL, aseguró que al menos 14 personas fueron ejecutadas por las fuerzas lealistas en el asediado barrio de Bab Amro (Homs).
Además, siete camiones cargados con alimentos y medicinas de la Cruz Roja intentaron, sin éxito, entrar en el bario.
Sin embargo, los barrios de Jaldiyeh, Bayyada, Bab Sbaa y Hamidiyeh permanecían aún en manos de los rebeldes, y se celebraron manifestaciones antigubernamentales tras la oración del viernes.
Los insurgentes temían una extensión de las ofensivas del Ejército contra estos barrios. Sin embargo, trataron de mantener alta la moral. En Internet se difundieron sus mensajes:

”Asad, no te engañes, hay mil y un Baba Amros”.

### 3 de marzo
Los periodistas franceses que recientemente habían huido de Homs, acusaron al Ejército gubernamental de “atacar intencionadamente” al grupo, y agradecieron a los sirios que pusieron su vida en peligro por rescatarles y del buen trato que recibieron por parte de los ciudadanos de Bab Amro, “héroes que están siendo masacrados”.
El fotógrafo británico Paul Conroy, el cual recientemente había escapado de Homs, acusó al Ejército Sirio de “una masacre indiscriminada de hombres, mujeres y niños".
Conroy pidió que “ envíen ayuda, (Homs) la necesita, esto va más allá de las reuniones, necesitan que ocurra algo" y aseguró que "ya es demasiado tarde para cualquier tipo de diálogo, el tiempo para hablar ya se ha acabado, ahora la masacre y los asesinatos se están produciendo a toda velocidad".
Además, lamentó que "tengamos la vergüenza de sentarnos y ver otra vez (lo que ocurre) como ya pasó en la masacre de Srebrenica y en el genocidio de Ruanda".
Activistas informaron de que todos los hombres que se quedaron en el barrio entre los 14 y los 50 años habían sido arrestados y que los estaban torturando y matando uno por uno.
Los cuerpos de los periodistas fallecidos en Homs, Marie Colvin y Rémi Ochlik, fueron entregados al embajador francés en Damasco, Eric Chevallier, y un representante de la legación de Polonia.
Otro envío de ayuda humanitaria de la Cruz Roja fue impedido por las autoridades sirias.
La Red Siria para los Derechos Humanos aseguró que "en un acto de pura venganza, el Ejército de Asad ha estado disparando proyectiles de mortero (...) en Jobar", un barrio limítrofe al castigado distrito de Bab Amro (Homs).
Según el ELS, las fuerzas de Asad ejecutaron a 47 soldados desertores y arrojaron sus cadáveres al lago Al Sheeha.

### 4 de marzo
Al menos 45 personas murieron en Siria, 17 de ellas en Homs, donde, según denuncian varios grupos de activistas opositores, seis jóvenes fueron ejecutados en público en el barrio de Baba Amro.
Cuatro de los jóvenes ejecutados en Baba Amro eran miembros de una misma familia, según la organización opositora, que aseguró que entre los fallecidos se encontraban siete menores de edad y tres mujeres.
También en la provincia central de Homs, las fuerzas lealistas bombardearon la localidad de Rastan, donde fallecieron diez personas, de acuerdo a los datos facilitados por la opositora Comisión General de la Revolución Siria.
La Cruz Roja Internacional empezó distribuir ayuda humanitaria en los alrededores de Homs, debido a que el gobierno les vetó el acceso a Bab Amro.

### 5 de marzo
El Ejército lealista impidió nuevamente el paso de la Cruz Roja al destruido distrito de Bab Amro. Los activistas de la oposición acusaron a las fuerzas sirias de tomar sangrientas represalias en el vecindario
La Agencia de Noticias Árabe Siria aseguró que las autoridades habían empezado a "reparar los daños causados por terroristas" en dicho barrio, eliminando barricadas y buscando supuestos escondites.
La cadena de televisión Channel 4 emitió un vídeo que mostraba lo que dijeron son pacientes sirios siendo torturados por personal médico en el hospital estatal en Homs.
En este aparecían hombres heridos y con los ojos vendados encadenados a las camas. En la mesa de una de las salas se ve un látigo de goma y un cable eléctrico. Algunos pacientes mostraban signos de haber recibido palizas.
Channel 4 dijo que no podía verificar el vídeo de forma independiente, pero, el portavoz de la alta comisionada de Derechos Humanos de la ONU Rupert Colville, indicó que investigadores independientes que informaban al Consejo de Derechos Humanos habían recibido imágenes y testimonios similares. De hecho, el primer informe de la comisión de investigación de Naciones Unidas ya documentó en noviembre casos de heridos trasladados a hospitales militares, donde fueron golpeados y torturados durante los interrogatorios.
Colville indicó que poseían información de "torturas y asesinatos en el hospital militar de Homspor parte de fuerzas de seguridad vestidos como médicos y que supuestamente actúan con la complicidad del personal médico". "Agentes de seguridad, en ocasiones con personal médico, encadenaron a pacientes gravemente heridos a sus camas, les electrocutaron, golpearon partes heridas de su cuerpo o les negaron atención médica y agua. El personal médico que no colaboraba se enfrentó a represalias".
Aseguró que, debido al temor de los sirios hacia los hospitales públicos, aparecieron clínicas improvisadas en mezquitas y viviendas, que también se están convirtiendo en el blanco de los ataques del ejército gubernamental.

### 6 de marzo
Al menos 13 personas, pertenecientes a dos familias, murieron degolladas por las fuerzas de seguridad sirias y los "shabeeha" en Bab Amro, según un grupo opositor.
Los Comités de Coordinación Local (CCL) acusaron a las fuerzas lealistas de utilizar cuchillos para asesinar a las víctimas y que esta "nueva masacre", perpetrada en Basatin (Bab Amro), eleva a 16 la cifra de muertos en esta jornada en Homs y a 21 en todo el país.

### 7 de marzo
Un equipo de la Media Luna Roja logró entrar en el barrio de Bab Amro, segñun informó Hicham Hassan, portavoz del Comité Internacional de la Cruz Roja. Informó de que el equipo “ ha estado en Baba Amro durante 45 minutos. Encontraron que la mayoría de los habitantes habían abandonado el lugar ”.
También visitaron la localidad de Adel, próxima a Homs, donde repartieron ayuda por segunda vez. 
Otra fuente del CICR informó que los equipos no han distribuido ayuda en Baa Amro -"porque no encontraron a nadie"- y que "la ayuda consiste en mantas, alimentos y suministros médicos".
Junto a los miembros de la organización entró también la subsecretaria general de la ONU para Asuntos Humanitarios de la ONU, Valerie Amos, con la intención de "instar a todas las partes a permitir el acceso de las agencias humanitarias para que puedan evacuar a los heridos y entregar los suministros esenciales".
Tras una breve inspección en el barrio, Amos se dirigió a otros vecindarios de la ciudad, entre ellos Abel, donde las organizaciones humanitarias han centrado sus esfuerzos porque allí se hallan más de 450 familias que salieron de Baba Amro.
Al final del día, los grupos opositores denunciaron un total de 20 fallecidos en Homs.

### 8 de marzo
Al menos 52 personas murieron en Homs por ataques perpetrados por las tropas de Bashar al Asad, según publicó el grupo Comités de Coordinación Local.
Entre la lista de víctimas mortales figuran "familias enteras", de las cuales 44 habrían muerto "ejecutadas".

### 9 de marzo
26 personas murieron en una operación militar del ejército lealista en el barrio de Al Jalediya, porque existen bolsas de resistencia del Ejército Libre Sirio (ELS), según informó un portavoz de los CCL.
Además, destacó que en el distrito de Baba Amr de Homs murieron seis personas, entre ellas, dos menores.

### 10 de marzo
Los opositores Comités de Coordinación Local precisaron que e al menos 5 personas perdieron la vida en la ciudad en otra jornada de violencia.

### 11 de marzo
Al menos 70 personas murieron en Homs por los ataques del ejército gubernamental, según denunciaron los Comités de Coordinación Locales.
Del total, 45, incluidos mujeres y niños, fallecieron en Karm al Zaitoun en lo que la organización opositora calificó como "una masacre orquestada por el régimen".
Su versión fue respaldada por el Comisión General de la Revolución Siria, que ha elevado el número de muertos a 47. Además, este grupo detalló la "masacre":

"Algunas víctimas fueron degolladas con cuchillos, otras apuñaladas, otras, sobre todo los niños, fueron golpeados en la cabeza con objetos cortantes. Una niña pequeña fue mutilada y algunas mujeres fueron violadas antes de ser asesinadas."

## Situación civil
Hombres, mujeres y niños tratan de sobrevivir a la masacre. 
No disponen de víveres, pero las familias se hacinan en las plantas bajas y los sótanos de los edificios para evitar los bombardeos.
En las calles, relatan que hay cadáveres ensangrentados a los que no se puede enterrar dignamente pues los francotiradores disparan a todo lo que se mueve. No se puede tratar a los heridos debido a que carecen de medicamentos, anestesia, ni instrumentos quirúrgicos. 
Los ciudadanos afirman que las tropas lealistas apuntan a cualquier vehículo que transporte heridos y que están utilizando los hospitales como centros de interrogatorio.
Además, al menos 295 doctores habrían sido arrestados por el gobierno con el objetivo de impedir que traten a los heridos y a los rebeldes en clínicas improvisadas.
Varios camiones con ayuda humanitaria de la Cruz Roja intentaron entrar en Homs, pero el gobierno les denegó el acceso.

### Bab Amro
Bab Amro, uno de los principales barrios opositores, fue el más castigado. Tras un mes de bombardeos, las tropas de a pie entraron para "descabezar a la rebelión" y someter el distrito.
De las casi 100.000 personas que residían en este barrio antes de las revueltas, al comienzo del asedio en febrero permanecían unas 20.000, según fuentes de la oposición,y, tras un mes de bombardeos, actualmente sólo unos pocos miles permanecen allí.
Ban Ki-Moon comunicó la posesión de informes que informaban de "ejecuciones sumarias, detenciones arbitrarias y torturas" vinculadas a las tropas de Asad.
Grupos de activistas denunciaron que todos los hombres que se quedaron en el barrio entre los 14 y los 50 años habían sido arrestados y que los estaban torturando y matando uno por uno.
Activistas informaron de que todos los hombres que se quedaron en el barrio entre los 14 y los 50 años habían sido arrestados y que los estaban torturando y matando uno por uno.
El periódico español ABC denunció que al menos 220 personas malvivían encerradas en un mismo sótano para refugiarse de los francotiradores gubernamentales.

## Ejército Libre Sirio
El Ejército Libre de Siria ha intentado combatir a las tropas gubernamentales para impedir que se hagan con el control de Homs, "capital" de la rebelión. No obstante, debido a la inferioridad numérica y logística, apenas han conseguido avances.
Sin embargo, el día 10 de febrero, aseguraron que habrían acabado con cuatro tanques o blindados en las afueras de Bab Amro.
Portavoces del ELS han asegurado que están dispuestos a defender Homs "hasta la última gota de sangre".
Riyad al-Asad informó que sus fuerzas habían acabado con 137 de los 4.000 soldados gubernamentales que asediaron Bab Amro, y que se habían hecho con el control de varios arsenales.
Además, el Alto Consejo Militar ha prometido que incrementará los ataques en otros puntos del país para aliviar la presión sobre Homs.
A pesar de la retirada táctica que se vio obligado a realizar en Bab Amro, los barrios de Jaldiyeh, Bayyada, Bab Sbaa y Hamidiyeh permanecen aún en manos de los rebeldes.

## Muro de Bab Amro
Según la oposición, el Ejército sirio construyó el llamado muro de Bab Amro, una supuesta muralla física cen los límites de Bab Amro, un barrio homsiense que alberga en su mayoría a las principales fuerzas detractoras y cuyo objetivo es, según los medios, facilitar el aislamiento y dominación del distrito. Tiene 3 metros de alto y cubre un área de, aproximadamente, 2 kilómetros.
El muro comenzó a construirse en torno a una semana después del uno de marzo y su construcción llevó alrededor de un mes.
Debido a la coincidencia de las fechas, es factible que la "reconstrucción" de Bab Amro que Asad anunció (luego de que el ejército tomase el barrio), en realidad fuera un encumbrimiento de la construcción de este muro.
La actriz Rosamund Pike encarnó a Marie Colvin en el filme “La corresponsal” (2019)